# ヤマトホテル
1. 春誼賓館（旧長春ヤマトホテル）
2. 龍門大厦貴賓楼（旧哈爾濱ヤマトホテル）

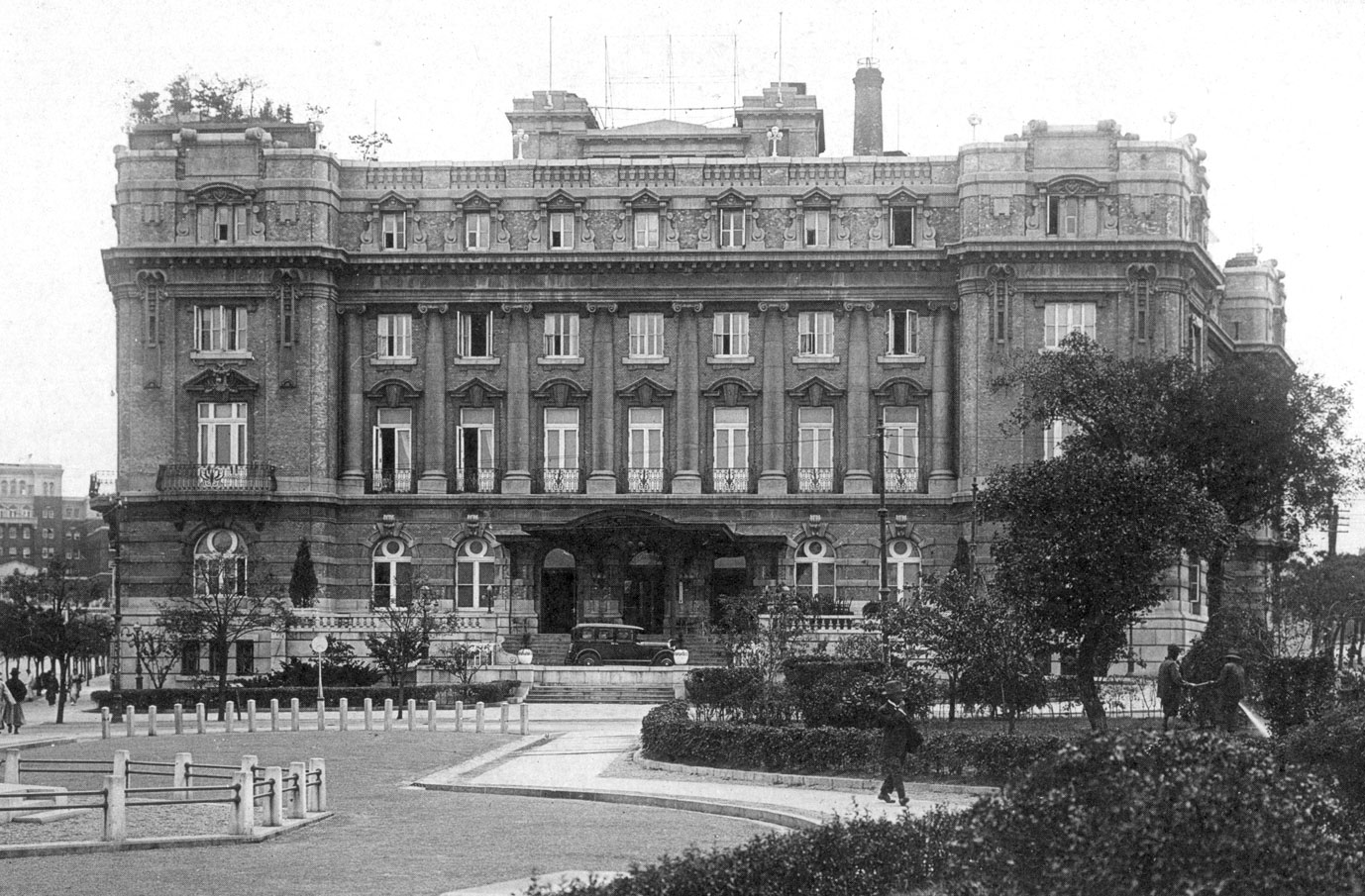
大連ヤマトホテル

ヤマトホテルは、かつて南満洲鉄道（満鉄）が経営していた高級ホテルブランド。1907年から1945年まで満鉄線沿線の主要都市を中心にホテル網を展開していた。ヤマトホテル以外の直営ホテルと合わせて満鉄ホテルチェーンと総称された。

## 概要
南満洲鉄道（満鉄）は日露戦争によって獲得した鉄道経営権を元に設立されたが、長春 - 大連間を縦断する満鉄線を欧亜連絡鉄道に組み込んで上海・香港航路へと繋げる一大幹線とするためには、その沿線に西洋人が快適に滞在できるホテルを確保することが必須であった。初代総裁・後藤新平が掲げる「文装的武備」の思想の下で多角経営を進めた満鉄は、ホテル網の展開も率先して進めていった。こうしてできたヤマトホテルは西洋人旅客を招致するとともに、満鉄の迎賓館としても機能する西洋式の高級ホテルとなった。しかし、満鉄はホテルを鉄道事業と満洲開発を支える手段と考えて採算を度外視したため、ホテル事業単体では利益の出ない体質だったとされる。1928年（昭和3年）1月1日に旅館事業と食堂車経営を満洲旅館株式会社（資本金800万円）として独立させたが、1931年（昭和6年）4月1日には再び満鉄直営に戻している。満鉄は1945年（昭和20年）の敗戦に伴い解体されたが、一部の旧ヤマトホテルは現在もホテルとして営業を続けている。

## 社線沿線のホテル

### 大連ヤマトホテル

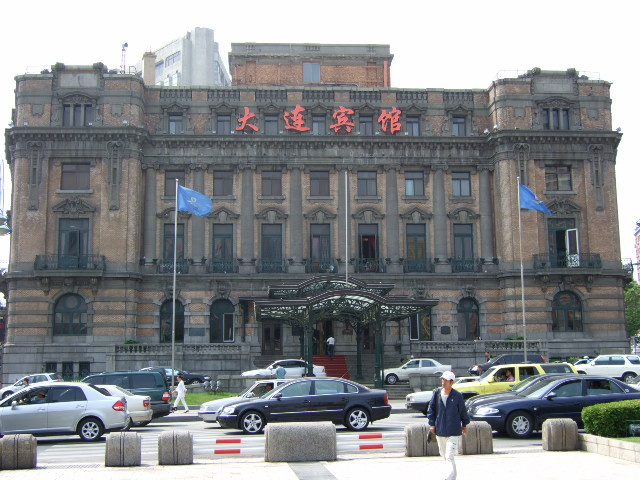
大連賓館（旧大連ヤマトホテル）

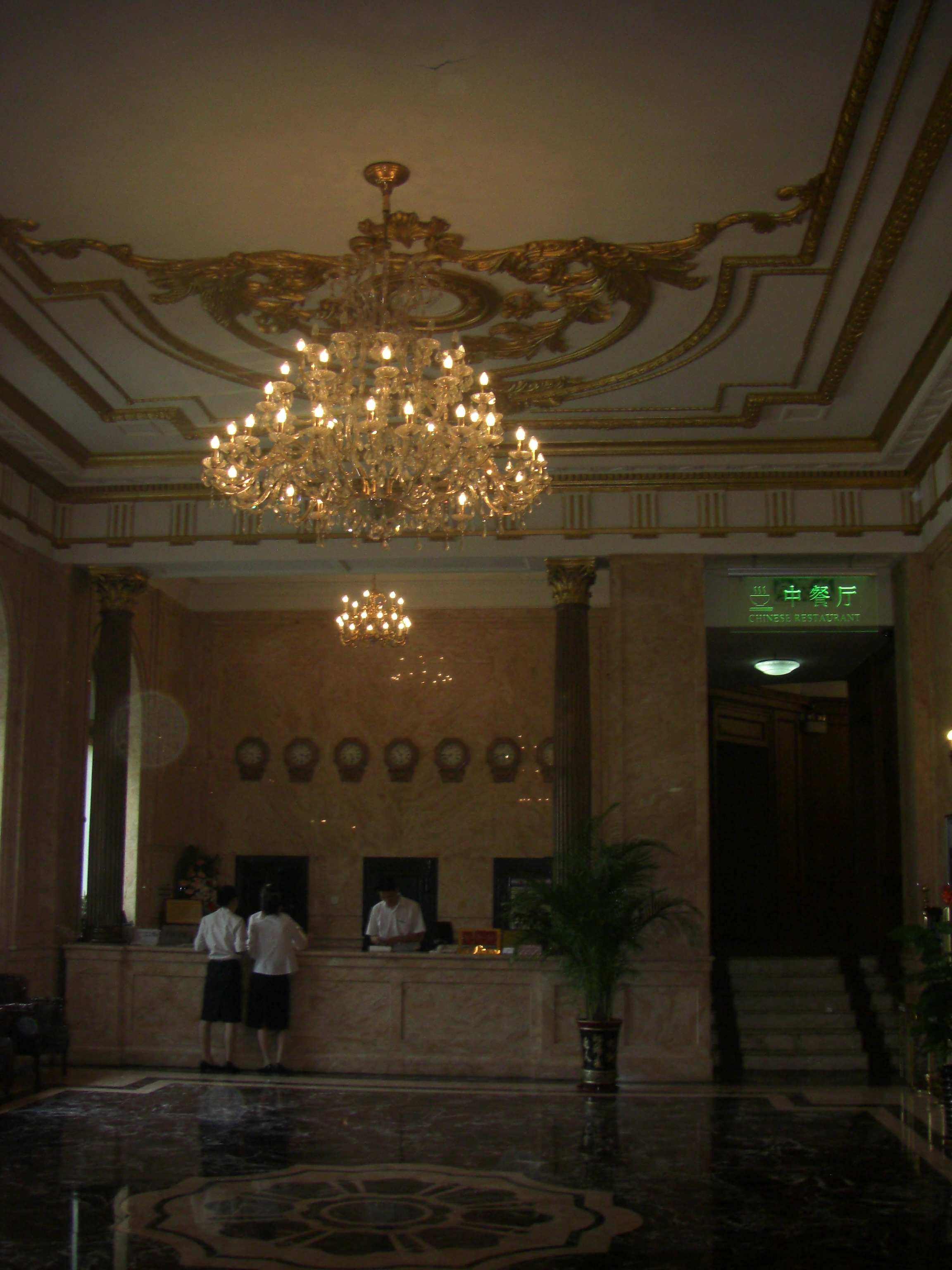
大連賓館（旧大連ヤマトホテル）入口内部

ヤマトホテルの旗艦店である。大連は欧亜連絡鉄道と上海航路との接続点であり、日本から満洲への玄関口であり、そして満鉄が本社を置いた最重要拠点である。それ故に大連ヤマトホテルには欧米の一流ホテルに伍する格式が求められた。満鉄の設立から間もない1907年（明治40年）8月1日、旧ダーリニーホテルを改装して開業。大連一の格式のホテルだったが、客室数が13室と小規模で宿泊客の増加に対応できず、1909年（明治42年）5月7日には旧満鉄本社跡（旧ダーリニー市庁舎）を改修して客室36室を確保、さらに1911年（明治44年）には社宅用建物2棟を改装し客室8室を増設、合計58室とした。
1914年（大正3年）3月に大連中心部の大広場（現中山広場）前に新館が竣工、8月1日に移転開業した。建設費90万円以上、完成まで4年を要したという当時としては巨大なホテルで、客室数115室・収容人数175名を誇った。建物の外観はイオニア式ジャイアント・オーダーが8本並ぶルネサンス様式。正面玄関には鉄製のキャノピーが設けられた。設計者は満鉄技師の太田毅と推定されている。欧米人の宿泊客を想定して館内設備は充実しており、蒸気暖房やエレベーターも備えていた。屋上には庭園が作られ、夏季には夜間営業を行う屋上レストラン「ルーフガーデン」が設置された。そのほか理髪所や洗濯部、車馬部（後に自動車部）などのサービス部門が併設されていた。
1945年、ソ連赤軍が大連に進駐した際、一時的にソ連赤軍警備司令部と改称された。10月27日に大連市政府がここに設立され、11月には赤軍警備司令部が移転した。その後、「全ソ国際旅行社」と改名された。1950年には、「全ソ国際旅行社」が中国側に接収され、1953年に「中国国際旅行社大連支社」と改名された。1956年9月、中国国際旅行社大連支社とホテルが分離し、「大連賓館」という名称が使用されるようになった。1987年と1997年に大改修を行い、客室（86室）には近代的な設備が整えられた。エントランスホールや宴会場などは当初のクラシカルな装飾が維持されている。
大連賓館は2017年10月31日から営業を停止し、2022年4月に正式に修繕工事を開始。2023年2月には、大連文旅グループとアコーホテルズが契約を結び、修繕後にフェアモントブランドとして再営業する予定。
- 設計 － 太田毅（南満洲鉄道技師・推定）
- 構造 － 鉄骨煉瓦造地上4階・地下1階建
- 着工 － 1909年6月基礎工事起工、1911年建物着工
- 竣工 － 1914年3月
- 延床面積 － 11,376 m2
- 現所在地 － 中華人民共和国遼寧省大連市中山広場4号
- 保護区分 － 全国重点文物保護単位（大連中山広場近代建築群）

### 星ヶ浦ヤマトホテル

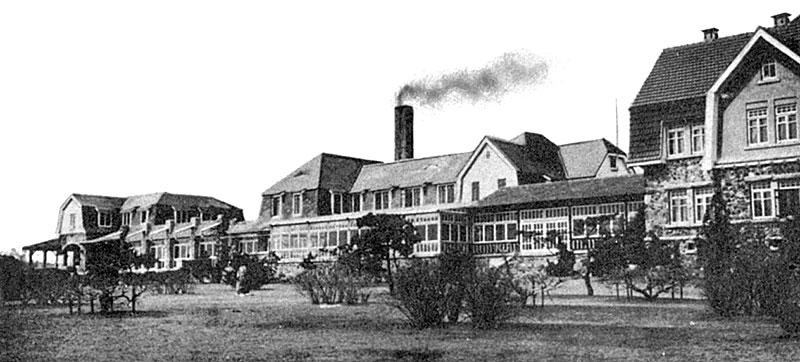
星ヶ浦ヤマトホテル

満鉄によって大連郊外の景勝地に開発された海浜リゾート星ヶ浦（ほしがうら、現在の星海公園）に、1909年（明治42年）10月に開業したリゾートホテル。当初は貸別荘8棟（洋風5棟・和風3棟）のコテージ形式で開業した。翌1910年8月に本館（客室10室、1927年に20室に増設）が竣工し、9月19日から営業を開始した。1929年（昭和4年）度には新館（29室）と分館（日本人向60室）が増設され、貸別荘も50棟近くまで増やされた。
星ヶ浦は本格的な長期滞在型リゾートとして開発され、ホテル周辺一帯には大庭園、テニスコート、星ヶ浦ゴルフリンクス（1915年開業）などが併設された。また、星ヶ浦海水浴場には脱衣場などの施設が整備され、貸ボートやヨットでマリンスポーツを楽しむことができた。夏季にはここに滞在しながら通勤する満鉄社員もいた。
「星ヶ浦」の地名は、命名を頼まれた満鉄技術者・木戸忠太郎(1871-1959、木戸孝允の養子)が、日本人向け有楽地であるから日本人に親しみやすい名前がいいだろうと考えていたとき、この地の村落「黒石礁」に昔天から星が落ちてきたという伝説があることを知り、それに因んで命名した。これに合わせて、沙河を「天の川」と改名し、「雲井」という井戸を掘り、「織姫稲荷」を建て、「Star Beach」の門札を立てるなどした。

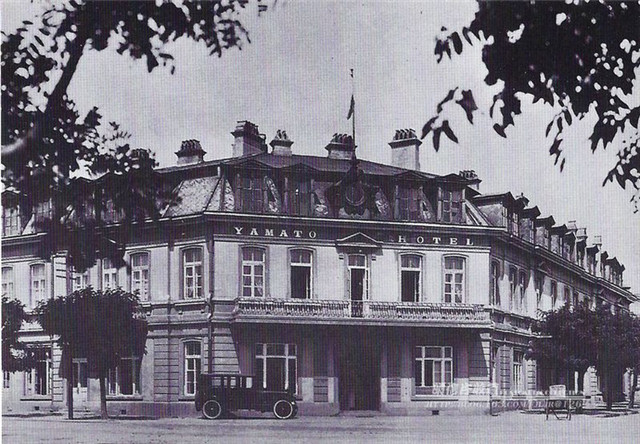
旅順ヤマトホテル

### 旅順ヤマトホテル
帝政ロシアにより建設中だった建物を改修し、1908年（明治41年）3月21日に開業。客室数15室・定員25名の小規模なホテルだった。夏期には海岸の別館の黄金台ヤマトホテル（こがねだい-、1918年6月開業、客室数19室）を営業し、長期滞在客のための貸別荘も19棟用意されていた。1929年4月には大規模な増改築を行い、客室数49室、貸別荘37棟、夏期簡易ホテル60室に拡大された。戦後は人民解放軍招待所として活用され、外国人観光客の利用は不可だった。老朽化により近年閉鎖された。

### 長春ヤマトホテル

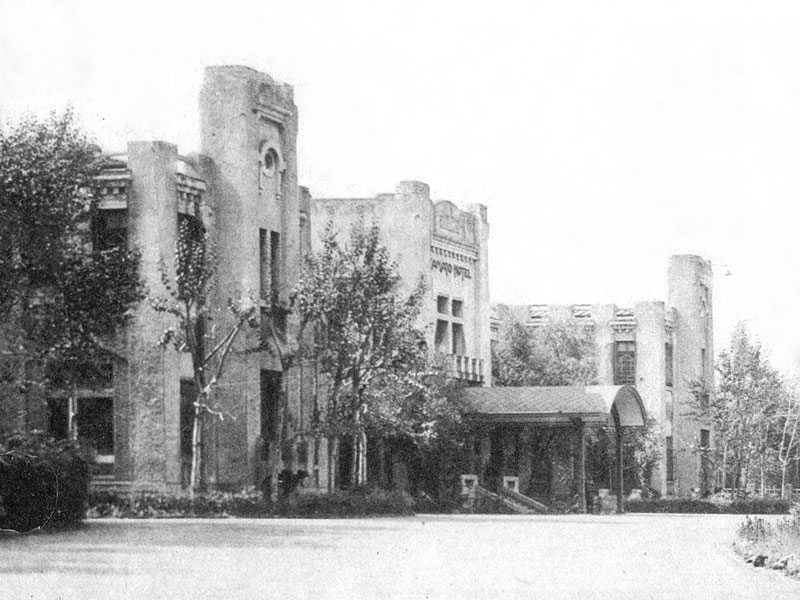
長春ヤマトホテル

1909年（明治42年）に帝政ロシア（東清鉄道）や清国高官との交渉の場に充てるべく、南満洲鉄道と東清鉄道との接続点だった長春駅前に新築されたホテル。建設工事中の1908年（明治41年）10月1日に長春倶楽部の建物を利用した10室で開業し、建物竣工後の1910年（明治43年）2月1日に本格営業を開始した。建物の内外装はアール・ヌーヴォー（セセッション）様式で装飾された。東清鉄道が本拠地ハルビンにアール・ヌーヴォー様式の建物を多数建てており、これに対抗したものと推定される。客室数は25室。満洲国の成立後は新京ヤマトホテルに改称している。
現在は春誼賓館として営業を続けている。食堂などの内装にアール・ヌーヴォー様式の装飾が残されていたが、1987年の改装で大部分が失われ、ヤマトホテル時代の面影は少ない。その一方でロビー正面のステンドグラスは開業時のものを用いており、客室はこちらも近代的設備となっている。
- 設計 － 市田菊治朗（南満洲鉄道技師）
- 構造 － 煉瓦造2階建
- 着工 － 1907年9月
- 竣工 － 1909年10月
- 現所在地 － 中華人民共和国吉林省長春市人民大街2号

### 奉天ヤマトホテル

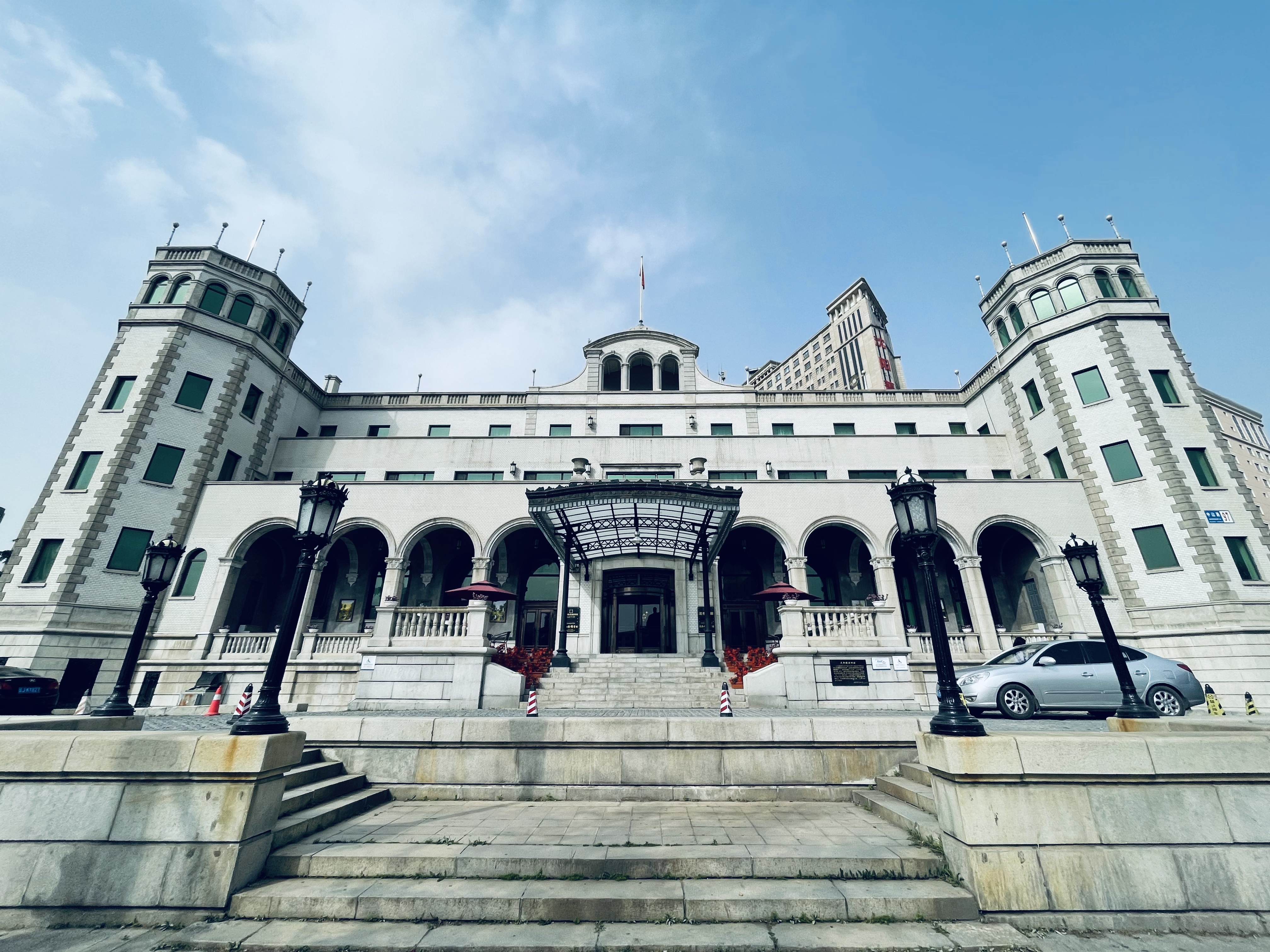
遼寧賓館　(旧奉天ヤマトホテル)

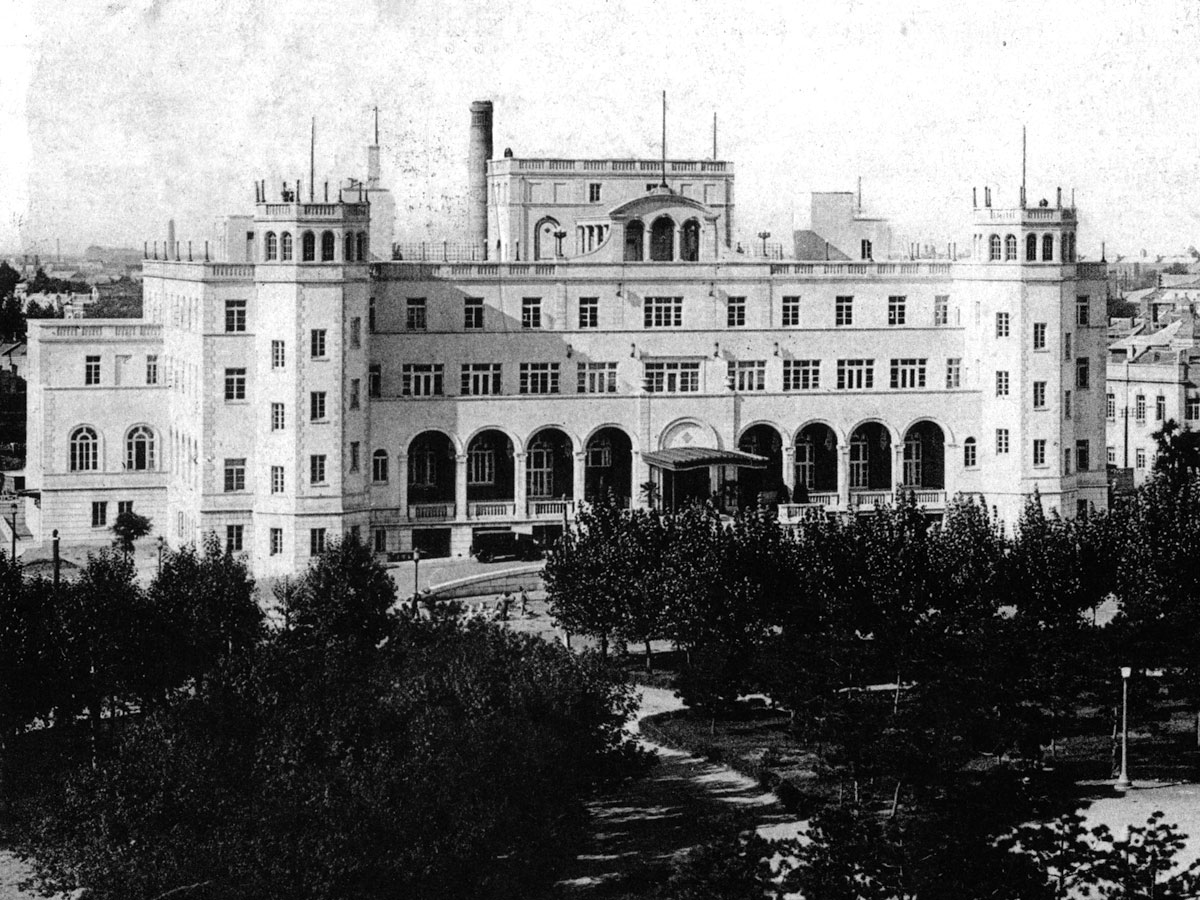
奉天ヤマトホテル

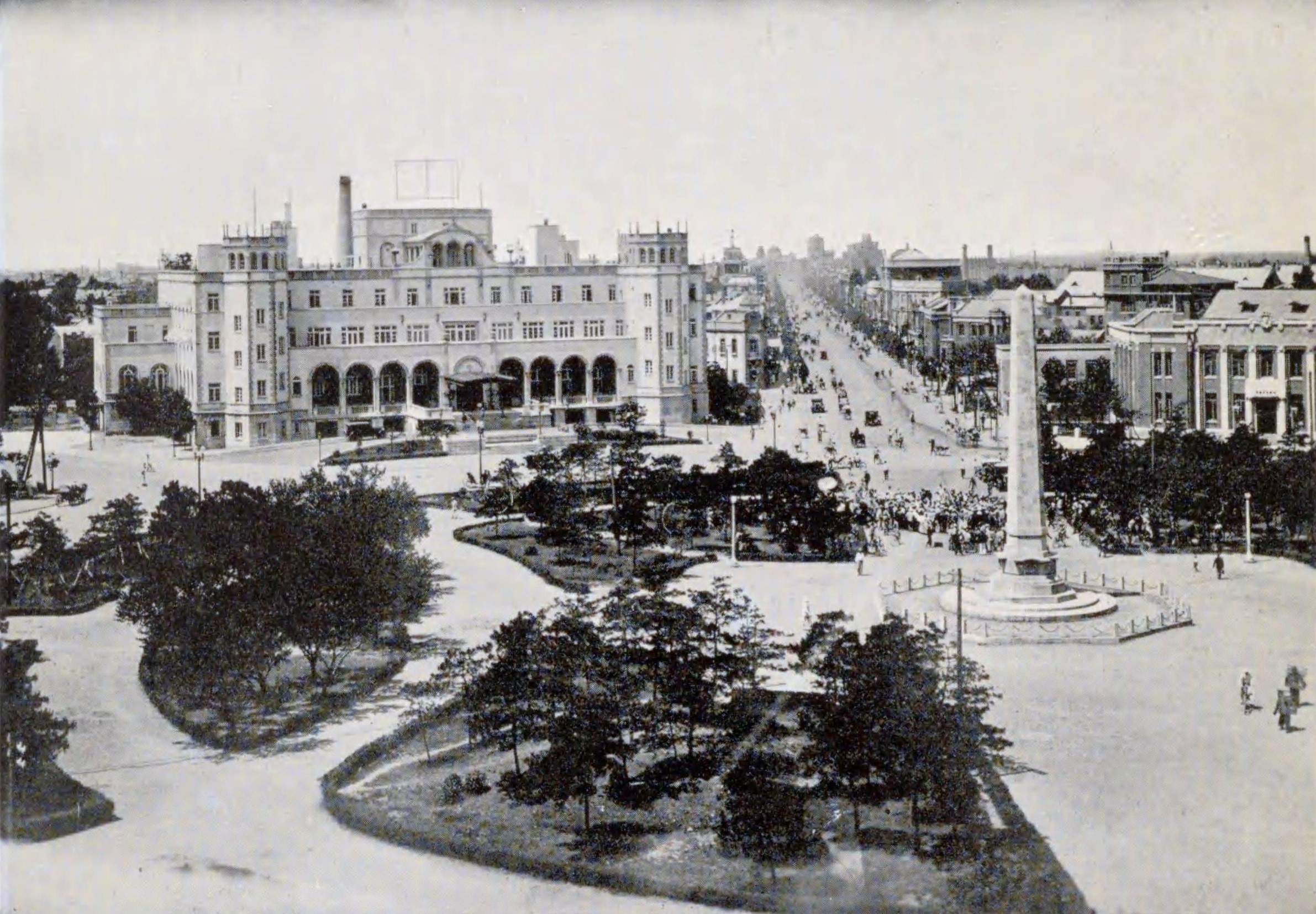
奉天大広場とヤマトホテル

奉天駅（1910年7月竣工）に併設されたステーションホテルとして、駅の開業日と同じ1910年（明治43年）10月1日に客室数12室で開業（1913年には19室、1922年には30室に増設）。1924年（大正13年）にホテル新築設計の指名コンペを実施、小野木横井共同建築事務所が新築設計を受託した。1929年（昭和4年）5月10日、奉天大広場（現中山広場）前に完成した客室数71室の新館が営業を開始した。内外装はアール・デコ調のデザインが施され、外壁は白色のタイル貼り仕上げとされた。客室は全室浴室付き。館内にはバー、ビリヤード室、理髪室など長期滞在者向けの設備が設けられた。当時は最新かつ最高格式のホテルとして知られ、戦後も中華人民共和国の国家指導者である毛沢東や鄧小平がここを訪れている。
現在も3つ星ホテル遼寧賓館として営業している。客室（77室）は現代的に改装されているが、エントランスやレストランは往時のままの装飾が維持されている。エレベーターホールには上記を含め著名人の宿泊を示すプレートが標示されている。
- 設計 － 横井謙介・太田宗太郎（小野木横井共同建築事務所）
- 施工 － 清水組
- 構造 － 鉄筋コンクリート造地上3階、地下1階建
- 竣工 － 1929年4月
- 延床面積 － 8,872 m2
- 現所在地 － 中華人民共和国遼寧省瀋陽市和平区中山路97号
- 保護区分 － 遼寧省級文物保護単位（中山広場及周囲建築群）

### 撫順ヤマトホテル
1908年（明治41年）に炭鉱員が増加したことに伴い、娯楽施設が必要になった。また、撫順においてはまだ旅館がなく、旅行者にとって不便であった。そこで、明治41年（1908年）に、撫順炭鉱の初代所長・松田武一郎は、7万円の工費を投じて千金台（地名）敷島町に土地を選定し、延べ床面積240坪のレンガ建築の建設を開始。明治43年（1910年）夏に完成しました。当初は、書斎1室、応接間2室、食堂1室、カード室1室、撞球室（ビリヤード室）1室、娯楽室1室、新聞閲覧室1室、理髪室1室を備えていた。1910年（明治43年）10月15日にオープン。市中に会社が運営する寄宿舎がなかったため、当初は旅館業として営業を開始。しかし、採算がとれなくなったため、翌年には「炭鉱従業員倶楽部」へと名義を改め、炭鉱従業員の娯楽施設とすることに重点を置き、その宿泊業（旅客業）を付随的なものとすることにした。
宿泊者は、炭鉱への納品に来る業者、炭鉱視察者、商用目的の外国人、および社員用務として炭鉱へ出張する本社社員ならびに炭鉱役員に限定した。当時は別名「筑紫館」とも呼ばれていた。
西を向いており、上空から見ると「船」のように見えるユニークな形状をしています。屋根は太陽光から守るために鉛板が敷かれており、その重さは30トンを超える。ホールの天井には、重さ数百キロの日本風の銅製シャンデリアが吊り下げられている。周囲の壁は3,000枚以上のタイルと石レンガで覆われていた。階段の手すりの支柱は 137 本の真鍮管で支えられている。 3階に上がると、壁一面が8万枚以上の色鮮やかなモザイクタイルで覆われているのがわかる。
現在では撫順煤都賓館として営業している。
- 構造 － 鉄筋コンクリート造地上2階
- 着工 － 1908年建物着工
- 竣工 － 1910年10月
- 延床面積 － 3,000 m2
- 現所在地 － 中華人民共和国遼寧省撫順市新撫区迎賓街1号

### その他
- 五龍背ヤマトホテル （五龍背）
- 羅津ヤマトホテル （羅津） - 1939年4月1日開業、客室32。朝鮮民主主義人民共和国羅先市羅津区域に現存する。現在は南山旅館（Namsan Hotel / Namsan Yeogwan）と呼ばれる。羅先特別市を訪れる外国人観光客向けの宿泊施設の一つとしてリストアップされており、ホテル内の喫茶店を利用することが可能である。ほかのヤマトホテルとは違い、1930年代を象徴とするモダン建築様式である。

## 国線沿線のホテル
満洲国国有鉄道（1933年3月より満鉄に経営委託）の沿線に設置されたホテル。

### 哈爾濱ヤマトホテル

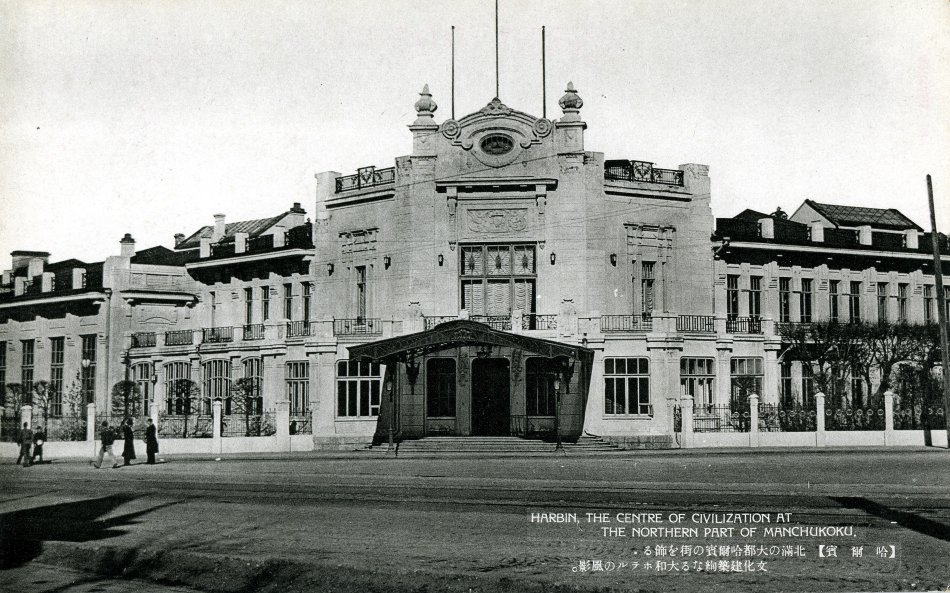
哈爾濱ヤマトホテル

1903年（明治36年）、ハルビン駅前に東清鉄道ホテルとして建てられた。日露戦争が勃発するとロシア軍の野戦病院や軍司令部として使用され、終戦後はロシア軍将校クラブ（1907年～）、中東鉄路理事会館（1921年 - ）として使用された。
1935年の北満鉄路買収により満鉄の所有となり、1937年（昭和12年）2月1日に客室数56室（浴室付き45室）のホテルとして開業。この改修工事は北満鉄路技師のスピリドフ・セルゲーウィチが担当した。戦後は哈爾濱軍事工程学院、鉄路医院を経て1968年よりハルビン鉄路局招待所として使用されたが、1996年にハルビン鉄路局が経営するホテル龍門大厦に統合・改修され、1997年より龍門大厦貴賓楼として営業している。ランクは3つ星。
- 着工 - 1901年
- 竣工 - 1903年
- 現所在地 - 中華人民共和国黒竜江省ハルビン市南崗区紅軍街85号
- 保護区分 - ハルビン市1類保護建築

### その他
- 斉々哈爾ヤマトホテル （チチハル） - 1936年開設
- ハロンアルシャンヤマトホテル （アルシャン） - 1937年開設
- 牡丹江ヤマトホテル （牡丹江） - 1938年開設
- 海拉爾ヤマトホテル （海拉爾） - 1941年開設
- 孫呉ヤマトホテル （孫呉） - 1941年開設
- 東安ヤマトホテル （東安） - 1942年開設　設計 － 福留繁（満鉄東安工務区建築助役）

## 直営旅館
ヤマトホテル以外の満鉄直営ホテル・和風旅館。
- 五龍背温泉ホテル 五龍閣・保養館・聚楽館 （五龍背）
- 筑紫館 （撫順）
- 扶桑館 （北平）
- 壺蘆島ホテル （壺蘆島） - 1934年11月改修開業、客室13。
- 興城温泉ホテル （興城） - 1934年11月改修開業、客室12。
- 斉斉哈爾鉄路ホテル （チチハル） - 1936年8月15日開業、客室15。
- 阿爾山温泉ホテル （アルシャン）

## 宿泊施設
新京列車ホテル
1932年（昭和7年）12月1日 - 1933年（昭和8年）12月19日。満洲国の首都となって急増した宿泊客に対応するため、新京駅構内に常置した寝台車を臨時のホテルとして営業した。
開原宿泊所 （開原）
1929年（昭和4年）12月18日開設。同年9月26日に竣工した開原駅舎の2階に食堂と休憩所を設置したもの。

## 旅館付属事業

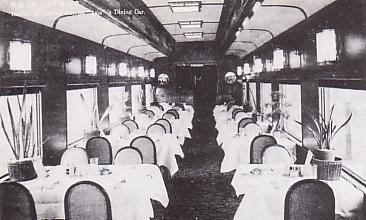
南満洲鉄道の食堂車

食堂車・構内食堂
1908年（明治41年）10月から本線の急行列車で食堂車営業を開始。1920年（大正9年）12月以降は本線（連京線）の全旅客列車に食堂車を連結した。特急「あじあ」に連結された食堂車では、1935年9月のハルビン延伸後はロシア料理を提供し、同年11月からはロシア人ウェイトレスを乗務させるなどのサービスを行った。直営の構内食堂（大連、奉天、開原、新京、安東）や車内販売も各食堂車事務所の所管で営業していた。
大連ヤマトホテル自動車庫
大連・旅順・長春・奉天の各ヤマトホテルには車馬部監督（大連）の下で車馬部が設置されたが、馬車から自動車への切替に伴い1922年（大正11年）6月をもって自動車部へと改められた。1928年（昭和3年）以降は監督制度を廃して各ホテルの附属事業となり、大連では修理工場を兼営するに至った。
洗濯所
- 大連ヤマトホテル洗濯所
- 奉天ヤマトホテル洗濯所
- 新京ヤマトホテル洗濯所

## 助成旅館
満鉄が株式引受あるいは資金・不動産貸付などにより経営を援助した旅館（昭和10年度末時点）。
- 熊岳城温泉ホテル 本館・養生館 （熊岳城）
- 湯崗子温泉 対翠閣・玉泉館・清林館・龍泉別荘 （湯崗子） - 満鉄の関連会社、湯崗子温泉株式会社（1920年3月20日設立）が経営
- 名古屋館 （吉林）
- 植半旅館 （四平町）
- 二葉旅館 （開原）
- 松花ホテル （鉄嶺）
- 瀋陽館 （奉天）
- 遼塔ホテル （遼陽）
- 近江屋ホテル （鞍山）
- 安東ホテル （安東）
- 本渓湖ホテル （本渓湖）
- 緑旅館 （瓦房店）
- 星の家 （大連）
- 鄭家屯ホテル （鄭家屯）
- 常盤ホテル （天津）

## エピソード
- 日本経済が日露戦争後の恐慌下にあった1910年（明治43年）、就職難の中で東京高等商業学校（後の一橋大学）を卒業した犬丸徹三は、恩師の紹介により長春ヤマトホテルのボーイとして就職した。当時のホテル支配人・岩下家一子爵は、スイスに留学して本場のホテル経営を学んだ気鋭のホテルマンだった。1913年（大正2年）、経営方針に不満を抱いていた岩下は上層部に経営改善策を拒絶されて辞職を決意、共感した犬丸もまた辞表を提出した[20]。後に岩下は丸ノ内ホテルの設立に参画。犬丸は帝国ホテル社長となるなど、日本のホテル業界に大きな足跡を残した。
- 日本軍が東南アジア占領地で接収したホテルにヤマトホテル（大和ホテル）と命名したケースがある。オランダの植民地であったインドネシア・スラバヤの「オラニエ・ホテル（現 en:Hotel Majapahit）」も、日本軍の接収に際して大和ホテルと命名された。第二次世界大戦終結直後の1945年9月19日、大和ホテルの上にオランダ人グループが掲げようとしたオランダの国旗（赤/白/青）が独立派民兵により引きちぎられ、インドネシア国旗（赤/白）にされるという事件が発生した[21]。この事件は（インドネシア独立戦争の前哨戦となった）スラバヤ戦争に至る独立運動を象徴する出来事となった。
- 李香蘭もヤマトホテルを好きだったといわれている[22]。